# Тебе понравится
«Тебе понравится» — шестой студийный альбом певицы Жасмин, вышедший в 2005 году. В него вошло 14 композиций певицы и 3 музыкальных клипа: «Как ты мне нужен», «Индийское диско», «Тебе понравится».
Премьера большинства новых песен певицы состоялась на сольном концерте Жасмин с программой «Да!» и в телевизионной версии «Жасмин приглашает друзей». С ней исполнили в дуэте песни Игорь Николаев, Филипп Киркоров, Николай Басков, Дмитрий Дюжев, Влад Топалов, Thomas N’evergreen, Владимир Винокур, Алексей Гоман, Александр Панайотов. Большинство этих дуэтов и вошли в альбом. Официально альбом презентован не был.

## Реакция критики
Журналистка Рита Скитер из агентства InterMedia посчитала, что «большинство песен тяготеют к „взрослому“ эстрадному звучанию». К таковым она отнесла дуэты с актёром Дмитрием Дюжевым (песня «Тук-тук»), который «напомнил задумчивых эстрадных мужчин советского периода», совместную песню с Владимиром Винокуровым «Вириуальный мачо», дуэт с которым по мнению рецензента «символизирует скорее старшее поколение артистов, чем записного балагура», и совместную композицию с Алексеем Гоманом «Возьми от жизни всё».

## Список композиций
1. Тебе понравится
2. Как ты мне нужен
3. Индийское диско
4. Тук-тук (дуэт с Д. Дюжевым)
5. На одном дыхании любви (дуэт с В. Топаловым)
6. Возьми от жизни всё (дуэт с А. Гоманом)
7. Девочка
8. Кис-кис
9. Шалом (дуэт с Ф. Киркоровым)
10. Виртуальный мачо (дуэт с В. Винокуром)
11. Куклы
12. Последний поцелуй
13. Наперегонки
14. Давай объявим между нами мир

## Клипы
- Как ты мне нужен (режиссёр — О.Гусев, оператор — М.Осадчий)
- Индийское диско (режиссёр — О.Гусев, оператор — М.Осадчий)
- Тебе понравится (режиссёр — О.Гусев, оператор — В.Опельянц)